# Tősér Ádám
Tősér Ádám (Budapest, 1980. február 14. –) magyar filmrendező, forgatókönyvíró, vágó.

## Élete
2001–2004 között a Színház- és Filmművészeti Egyetem hallgatója volt, adásrendező szakon Almási Tamás osztályában. Többségében dokumentum- és rövidfilmeket rendez. 

## Filmjei
Játékfilmek
- Blokád (2022)[3][4][5]

Tévéfilmek
- Ők tudják mi a szerelem (2024)

Rövidfilmek
- Békülés (2005)
- Balázs bazmeg (2007)

Dokumentumfilmek
- A magyar alma (2014)
- Így is épült a szocializmus (2015)
- A Zinner (2017)
- Ötvenhatos utak (2020)
- Kittenberger - Az utolsó vadászat (2021)
- Béke - A nemzetek felett (2022)
- DAC FILM (2024)